# BMW Sauber F1 Team Racing Challenge
BMW Sauber F1 Team Racing Challenge es un videojuego de carreras top-down de 2006 desarrollado y publicado por InfoSpace para J2ME. El juego cuenta con la licencia del equipo de carreras BMW Sauber F1 Team de BMW.

## Jugabilidad
BMW Sauber F1 Team Racing Challenge ofrece carreras de Fórmula 1 desde una perspectiva top-down. Cuenta con 12 pistas, efectos meteorológicos, paradas en boxes y desafíos que exigen destreza ganar el campeonato.